# Nicotiana trigonophylla
Nicotiana trigonophylla là loài thực vật có hoa trong họ Cà. Loài này được Dunal mô tả khoa học đầu tiên năm 1852.